# Haplophthalmus mengei
Haplophthalmus mengei är en kräftdjursart som först beskrevs av Ernst Gustav Zaddach 1844.  Haplophthalmus mengei ingår i släktet Haplophthalmus och familjen Trichoniscidae. Arten är reproducerande i Sverige.

## Underarter
Arten delas in i följande underarter:
- H. m. mengei
- H. m. lagrecai
- H. m. cottianus